# Фридрих Адольф (граф Липпе)
Фридрих Адольф Липпе-Детмольдский (нем. Friedrich Adolf zur Lippe-Detmold; 2 сентября 1667 — 18 июля 1718) — граф Липпе-Детмольда в 1697—1718 годах.

## Биография
Фридрих Адольф — сын графа Симона Генриха Липпе-Детмольдского и его супруги бургграфини Амалии-Дона-Вианенской. Предки Фридриха Адольфа обычно выполняли свои военные обязанности перед императором Священной Римской империи, выплачивая соответствующие субсидии. Фридрих Адольф прервал эту традицию и собрал свою собственную липпскую роту, которая в некоторые периоды времени увеличивалась даже до размеров батальона. Тем не менее, при Фридрихе Адольфе его войско в боях не участвовало.
Фридрих Адольф был типичным правителем эпохи барокко. При осуществлении своих архитектурных проектов граф постоянно сталкивался с нехваткой средств. Его самым известным детищем стал Фридрихстальский канал, который и поныне является популярным у детмольдцев местом воскресных прогулок.

## Потомки
Фридрих Адольф женился в 1692 году на Иоганне Елизавете Нассау-Дилленбургской (1663—1700), дочери Адольфа Нассау-Шаумбургского. У супругов родились:
- Симон Генрих Адольф (1694—1734), женат на Иоганне Вильгельмине Нассау-Идштейнской (1700—1756), дочери Георга Августа Нассау-Идштейнского
- Карл Фридрих (1695—1725)
- Амалия (1695—1696)
- Шарлотта Амалия (1697—1699)
- Леопольд Герман (1698—1701)
- Фридрих Август (1699—1724).

16 июня 1700 года Фридрих Адольф женился на Амалии Сольмс-Гогенсольмсской (1678—1746). В этом браке родились:
- Амалия Луиза (1701—1751)
- Елизавета Шарлотта (1702—1754), аббатиса монастыря Святой Марии в Лемго
- Карл Симон Людвиг (1703—1723)
- Франциска Шарлотта (1704—1738), замужем за графом Фридрихом Бельгикусом Карлом Бентгейм-Штейнфуртским (1703—1733)
- Максимилиан Генрих (1706—1706)
- Карл Иосиф (1709—1726)
- Фридерика Адольфина (1711—1766), замужем за графом Фридрихом Александром Липпе-Детмольдским (1700—1769)